# Anasceles
Anasceles is een geslacht van Phasmatodea uit de familie Diapheromeridae. De wetenschappelijke naam van dit geslacht is voor het eerst geldig gepubliceerd in 1908 door Redtenbacher.

## Soorten
Het geslacht Anasceles is monotypisch en omvat slechts de volgende soort:
- Anasceles divergens Redtenbacher, 1908